# Omphalucha indigna
Omphalucha indigna là một loài bướm đêm trong họ Geometridae.